# Khúc hát mặt trời
Khúc hát mặt trời (Tiếng Anh: A Song to the Sun) là một bộ phim truyền hình được thực hiện bởi Trung tâm Phim truyền hình Việt Nam, Đài Truyền hình Việt Nam hợp tác với đài TBS, Nhật Bản do Vũ Trường Khoa làm đạo diễn. Phim được mua kịch bản chuyển thể từ bộ phim truyền hình A Song to the Sun của Nhật Bản năm 2006. Phim phát sóng vào lúc 21h20 thứ 4, 5 hàng tuần bắt đầu từ ngày 25 tháng 11 năm 2015 và kết thúc vào ngày 18 tháng 2 năm 2016 trên kênh VTV3.

## Nội dung
Khúc hát mặt trời xoay quanh Yến Phương (Nhã Phương), một cô gái trẻ, xinh đẹp và lạc quan có năng khiếu về âm nhạc nhưng lại mắc phải căn bệnh về da hiếm gặp khiến cô không thể tiếp xúc với ánh nắng mặt trời và sống quá 20 tuổi. Phương chỉ thấy được hình ảnh ban ngày thông qua những gì Quyên (Hoàng Oanh) – người bạn thân của cô ghi lại, rồi phải đợi đến khi màn đêm buông xuống mới có thể ra với cuộc sống bên ngoài.
Trong một lần tình cờ, Yến Phương đã gặp được Quân (Quang Tuấn) – một chàng trai lạnh lùng, bất cần đời nhưng sâu thẳm trong tim là người nặng tình, trượng nghĩa. Từ những ấn tượng đầu tiên chẳng mấy tốt đẹp, Quân dần cảm thấy bị cuốn hút bởi sự hồn nhiên trong sáng và nghị lực sống đáng khâm phục của cô. Khi đã vượt qua bao trở ngại trong tình yêu và cuộc sống, đồng thời nhận được lời mời sang Nhật biểu diễn, Phương lại phải đứng trước sự lựa chọn khó khăn nhất trong đời: tỏa sáng trên sân khấu một lần duy nhất hoặc tiếp tục nuôi hi vọng chữa bệnh nhưng không bao giờ hát được nữa.

## Diễn viên
- Nhã Phương trong vai Yến Phương
- Quang Tuấn trong vai Quân
- Thu Hà trong vai Bà Khanh
- Hoàng Oanh trong vai Quyên[6]
- Huỳnh Anh trong vai Việt[6]
- Trọng Trinh trong vai Ông Khải[6]
- Ngân Quỳnh trong vai Bà Hòa
- Đinh Hương trong vai Nguyệt Ánh
- Hoàng Thanh trong vai Ông Thanh
- Việt Anh trong vai Lâm
- Lyna Trang trong vai Sam
- Xuân Nghị trong vai Vinh
- Thạch Thảo trong vai Thảo "Mập"
- Nao Matsushita trong vai Asami
- David Ito trong vai Nhà sản xuất Hayami
- Masatsugu Yuda trong vai Tadashi
- Hoàng Việt Nga trong vai Shibata
- Kaoru Marukawa trong vai Đạo diễn Haruma
- Nguyễn Hồng Sơn trong vai Dương
- Shinshyo Nakamaru trong vai Bác sĩ Nakamaru

Cùng một số diễn viên khác....

## Nhạc phim
| Danh sách nhạc phim theo thứ tự xuất hiện | Danh sách nhạc phim theo thứ tự xuất hiện | Danh sách nhạc phim theo thứ tự xuất hiện | Danh sách nhạc phim theo thứ tự xuất hiện | Danh sách nhạc phim theo thứ tự xuất hiện | Danh sách nhạc phim theo thứ tự xuất hiện |
| STT                                       | Nhan đề                                   | Phổ lời                                   | Phổ nhạc                                  | Nghệ sĩ                                   | Thời lượng                                |
| ----------------------------------------- | ----------------------------------------- | ----------------------------------------- | ----------------------------------------- | ----------------------------------------- | ----------------------------------------- |
| 1.                                        | "Khúc hát mặt trời 1"                     | Hoàng Anh                                 | Cao Trung Hiếu                            | Thùy Chi                                  | 2:30                                      |
| 2.                                        | "Khúc hát mặt trời 2"                     | Hoàng Anh                                 | Hoàng Gia                                 | Đinh Hương                                | 6:39                                      |
| 3.                                        | "Đêm"                                     | Hoàng Anh, Hùng Lân                       | Cao Trung Hiếu                            | Đinh Hương                                | 3:35                                      |
| 4.                                        | "Loving you"                              | Đinh Hương                                | Đinh Hương, Dạ Quỳnh                      | Thùy Chi, Đinh Hương                      | 5:37                                      |
| 5.                                        | "Em về tinh khôi"                         | Hoàng Anh                                 | Quốc Bảo                                  | Thùy Chi                                  | 1:43                                      |

## Sản xuất
Khúc hát mặt trời được xem là dự án lớn của VFC trong năm 2015, với sự cộng tác của đài TBS (Nhật Bản). Đây là lần thứ hai hai đài truyền hình cùng hợp tác kể từ tác phẩm Người cộng sự phát sóng vào 2013. Vì dự án phim lần này 100% vốn đầu tư đều từ Đài Truyền hình Việt Nam và các nhân sự trong ê-kíp hầu hết là người Việt Nam, phía Nhật Bản chỉ hỗ trợ đoàn phim ở một số khâu nhất định thay vì phối hợp toàn bộ trước đó như ở phim Người cộng sự.

### Kịch bản, đạo diễn
Kịch bản bộ phim, dài 24 tập, được chuyển thể từ kịch bản gốc phim truyền hình TBS năm 2006 A Song to the sun (Taiyō no Uta) – cũng là bản chuyển thể từ tác phẩm điện ảnh cùng tên. Các biên kịch phim lần lượt là Đàm Vân Anh, Hoàng Hồng Hạnh vầ Đỗ Thủy Tiên. Trong bản phim Việt hoá, biên kịch Việt Nam đã có nhiều bổ sung và các tuyến nhân vật để phù hợp với bối cảnh văn hóa xã hội và con người Việt Nam. Đạo diễn của bộ phim là Vũ Trường Khoa.

### Tuyển vai
Hai diễn viên Nhã Phương và Quang Tuấn đã được chọn vào vai chính của bộ phim. Để hóa thân vào nhân vật, cả hai phải học giao tiếp ngoại ngữ cùng nhiều kĩ năng mới gồm đánh đàn, hát, tập võ,... Tác phẩm cũng đánh dấu sự trở lại của diễn viên Thu Hà sau 10 năm tạm gác sự nghiệp truyền hình. Trong phim, bà vào vai mẹ của nhân vật chính; đây là một nhân vật được tạo mới hoàn toàn bởi các biên kịch Việt so với bản gốc. Tuy ban đầu còn đắn đo trước lời mời đóng phim bởi phải đi xa nhà và cường độ làm việc cao, Thu Hà đã quyết định tham gia vào bộ phim. Nữ diễn viên cho biết một trong những lý do nhận lời mời là vì kịch bản "đầy tính nhân văn" của Khúc hát mặt trời.
Ngoài dàn diễn viên chính là các diễn viên chuyên nghiệp, bộ phim cũng có sự góp mặt nhiều ca sĩ. Đối với Đinh Hương, đây là tác phẩm đánh dấu lần chạm ngõ đầu tiên của cô với phim ảnh và cô đồng thời kiêm nhiệm cả phần âm nhạc trong phim. Thùy Chi cũng là người lồng giọng hát các ca khúc mà nhân vật chính (do Nhã Phương đảm nhận) thể hiện. Trước đó, hai người đã cùng nhau luyện giọng nhiều lần để khi lên phim giọng không bị chênh quá. Ngoài các ca sĩ Việt Nam, nữ nghệ sĩ Matsushita Nao cũng đóng vai nữ ca sĩ Asami trong phim. Cô từng là một trong những diễn viên chính trong bản phim truyền hình 10 năm trước và lần này trở lại ở vai trò lần đầu là diễn viên ngoại quốc trong dàn diễn viên Việt Nam.

### Ghi hình
Quá trình ghi hình phim kéo dài từ giữa tháng 4 đến tháng 9 năm 2015, bắt đầu ở Nhật Bản đúng thời điểm hoa anh đào nở trong vòng hai tuần và sau đó là Việt Nam, trong đó bối cảnh chủ yếu tại Đà Lạt. Các cảnh phim ở Nhật Bản chiếm 4 tập trên số 24 tập. Do đặc thù của nội dung câu chuyện, phần lớn cảnh quay đều được thực hiện vào ban đêm, buộc đoàn phim thay đổi giờ giấc sinh hoạt để phù họp với tiến độ quay. Tại các cảnh quay ở Nhật Bản, đoàn phim phải làm việc 20 tiếng một ngày và di chuyển qua lại nhiều địa điểm giữa hai tỉnh Tokyo và Shizuoka. Đài TBS đã cùng tham gia quá trình sản xuất phim tại nước này, cung cấp bối cảnh và hỗ trợ việc quay phim. Phim được thu thanh trực tiếp trên hiện trường; xuyên suốt quá trình quay tiền kỳ đến xử lý hậu kỳ, các chuyên gia âm thanh Nhật Bản đã tư vấn để đảm bảo chất lượng âm thanh và âm nhạc của bộ phim đạt tiêu chuẩn quốc tế.

## Phát sóng và đón nhận
Bộ phim đã có buổi ra mắt với giới báo chí vào ngày 6 tháng 11 năm 2015 tại Hà Nội. Phim sau đó được ấn định lên sóng tập đầu vào ngày 25 tháng 11 năm 2015, trong khung giờ Vàng thứ 4, 5 hàng tuần trên kênh VTV3, và phát sóng tập cuối vào ngày 18 tháng 2 năm 2016. Nhà tài trợ chính của phim trong thời gian phát sóng gốc là Oppo Smartphone.

Ngay từ thời điểm công bố kế hoạch sản xuất, tác phẩm nhanh chóng trở thành dự án phim được đón chờ nhất năm. Sau một thời gian lên sóng, phim đã thành công thu hút lượng lớn người xem truyền hình. Nhìn chung, sự đón nhận của khán giả với bộ phim đa phần là tích cực. Trang VnExpress đã liệt kê Khúc hát mặt trời vào danh sách những bộ phim gây sốt màn ảnh nhỏ Việt 2015. Diễn xuất của Nhã Phương qua bộ phim này cũng được đặc biệt khen ngợi với màn thể hiện được nhận xét là mang tầm quốc tế của cô, dù chính cô sau đó tự nhận vai diễn này "chưa gai góc [...] chưa thật sự dữ dội". Các bài hát trong phim, nổi bật là ca khúc "Khúc hát mặt trời", đã được công chúng yêu thích và được xem là một trong những điểm nhấn của tác phẩm. Cây bút Ái Lam của Báo Cần Thơ đã viết một bài nhận xét chi tiết về bộ phim, với lời bình luận:
Với những câu chuyện đầy ấm áp, có thể ví Khúc hát mặt trời là khúc hát yêu thương về con người, cuộc sống. [...] Nhã Phương vốn quen thuộc với khán giả qua những vai diễn dễ thương hài hước, đã thật sự bứt phá và tạo dấu ấn mới với vai Yến Phương. Cô đã hóa thân thành một Yến Phương tinh tế, đáng yêu và lạc quan trong nghịch cảnh. [...] Không chỉ có những câu chuyện đẹp về tình người, Khúc hát mặt trời còn thu hút bởi những cảnh quay đẹp và lãng mạn tại Đà Lạt, Nhật Bản. Âm nhạc trong phim ngọt ngào, giàu cảm xúc và nâng đỡ cho mạch phim.
Tuy vậy, đã có những ý kiến cho rằng nhịp phim còn chậm và bộ phim "không thực sự hấp dẫn" như dự án hợp tác giữa hai nước Việt – Hàn Tuổi thanh xuân, kể cả về hiệu ứng của bộ phim lên người xem truyền hình. Một số khán giả cho rằng cái kết phim "buồn, gây cảm giác hụt hẫng", nhưng điều này được lý giải là phù hợp và thể hiện ý nghĩa của bộ phim.
Sau khi phát sóng, tác phẩm đã lọt vào danh sách đề cử và đoạt giải ở nhiều giải thưởng lớn trong nước lẫn quốc tế, trong số đó có Quang Tuấn với giải Cánh diều cho Nam diễn viên chính xuất sắc và Nhã Phương với giải Ngôi sao châu Á tại thềm Giải thưởng Truyền hình Quốc tế Seoul (SDA) – là giải thưởng quốc tế đầu tiên trong sự nghiệp của cô đồng thời là lần đầu tiên một diễn viên Việt Nam được vinh danh tại SDA.

## Thay đổi lịch phát sóng
Trong hai ngày 10 và 11 tháng 2 năm 2016, do trùng với lịch phát sóng các chương trình Tết Nguyên Đán, tập 23 và 24 của phim đã bị lùi phát sóng xuống một tuần.
Vào ngày 30 tháng 3 năm 2023, phim được trình chiếu lại trên kênh VTV1 nhân kỷ niệm 50 năm thiết lập quan hệ ngoại giao Việt Nam – Nhật Bản, với số tập biên tập lại lên thành 34 so với 24 tập ban đầu.

## Giải thưởng
| Năm  | Giải thưởng                           | Hạng mục                     | (Người) đề cử | Kết quả   | Tham khảo |
| ---- | ------------------------------------- | ---------------------------- | ------------- | --------- | --------- |
| 2015 | Giải Cánh diều                        | Nam diễn viên chính xuất sắc | Quang Tuấn    | Đoạt giải | [ 38 ]    |
| 2016 | Ấn tượng VTV                          | Phim truyền hình ấn tượng    | —             | Đề cử     | [ 39 ]    |
| 2016 | Ấn tượng VTV                          | Nữ diễn viên ấn tượng        | Nhã Phương    | Đoạt giải | [ 40 ]    |
| 2016 | Giải thưởng Truyền hình Quốc tế Seoul | Ngôi sao châu Á              | Nhã Phương    | Đoạt giải | [ 41 ]    |